# Fargesia qinlingensis
Fargesia qinlingensis är en gräsart som beskrevs av Tong Pei Yi och J.X.Shao. Fargesia qinlingensis ingår i släktet bergbambusläktet, och familjen gräs. Inga underarter finns listade i Catalogue of Life.